# Limonite
La limonite è un ossido idrato (cioè composto contenente un certo numero di molecole di acqua) di ferro, FeO(OH)·nH2O, che si forma per disfacimento di altri minerali ferrosi dei cui giacimenti forma il cappello. 
Non è una specie mineralogica a sé stante, ma il termine si usa per indicare masse pseudomorfe non meglio identificate di ossidi ed idrossidi di ferro senza cristalli visibili, di solito costituite da goethite, ma anche maghemite, ematite, lepidocrocite, hisingerite, pitticite ed altri minerali del gruppo della jarosite. La limonite è quindi una miscela di minerali e materiali amorfi, forma masse terrose, concrezionari, mammellonari e stalattitiche, e aggregati fibrosi e raggianti. Frequentemente pseudomorfa, su pirite e su altri minerali di ferro. 
Per questo motivo il minerale non ha codici secondo le moderne classificazioni e presenta una forma cristallina variabile, che nei singoli cristalli rispecchia in genere quello del minerale ferroso da cui si è formato. 
Le masse terrose di limonite hanno colori che vanno dal marrone chiaro al marrone, o marrone giallastro, cosiddetto ocra, e sono utilizzate come coloranti; la più fine è detta terra di Siena. Ha striscio marrone giallastro o rosso. Ha lucentezza terrosa ed è opaca. 
Si forma come minerale secondario nella zona di ossidazione dei giacimenti di ferro; si forma anche per precipitazione in acque marine, dolci e paludose.

## Caratteristiche
La limonite è relativamente densa con un peso specifico che varia da 2,7 a 4,3. Il colore varia da un brillante giallo limone a un grigio bruno grigiastro. La striatura di limonite su un piatto di porcellana non smaltata è sempre brunastra, caratteristica che la distingue dall'ematite (con striatura rossa), o dalla magnetite (con striatura nera). La durezza è variabile, ma generalmente nell'intervallo tra i valori della scala di Mohs tra 4 e 5,5.
Sebbene originariamente definita come un singolo minerale, la limonite è ora riconosciuta come una miscela di minerali idrati di ossido di ferro correlati, tra cui goethite, akaganeite, lepidocrocite e jarosite. Singoli minerali nella limonite possono formare cristalli, ma la limonite no, sebbene i campioni possano mostrare una struttura fibrosa o microcristallina, e la limonite si presenta spesso in forme concrezionate o in masse compatte e terrose; talvolta mammillari, botryoidali, reniformi o stalattitiche. A causa della sua natura amorfa e della presenza in aree idrate, la limonite si presenta spesso come argilla o fango. Tuttavia, ci sono pseudomorfi di limonite dopo altri minerali come la pirite. Ciò significa che l'erosione chimica trasforma i cristalli di pirite in limonite idratando le molecole, ma la forma esterna del cristallo di pirite rimane. Pseudomorfi di limonite si sono formati anche da altri ossidi di ferro, ematite e magnetite, dalla siderite carbonatica e da silicati ricchi di ferro come i granati almandini.

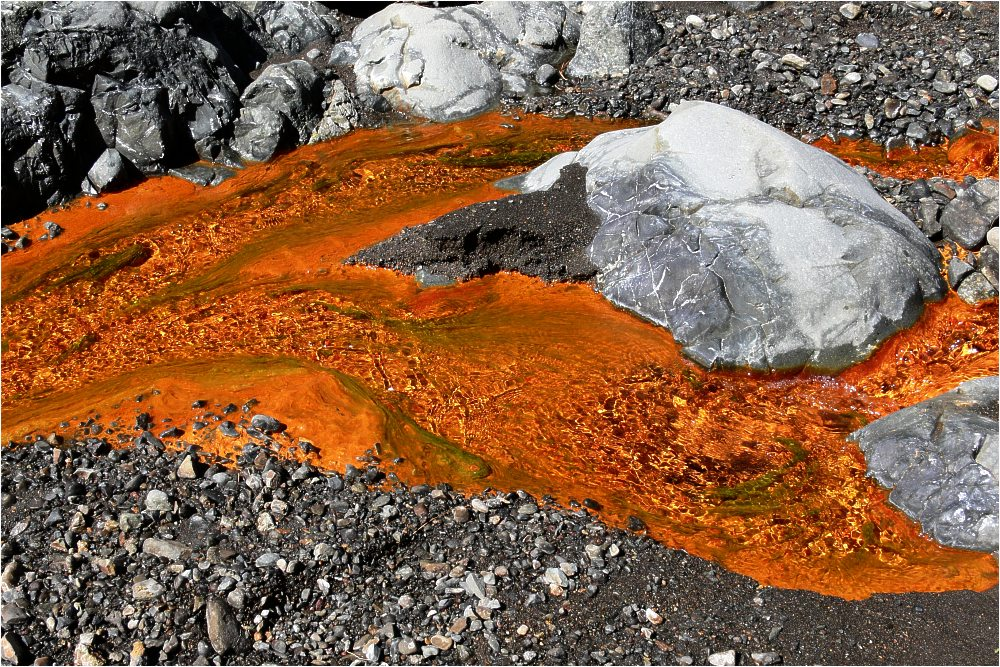
Limonite depositata dal deflusso di una miniera
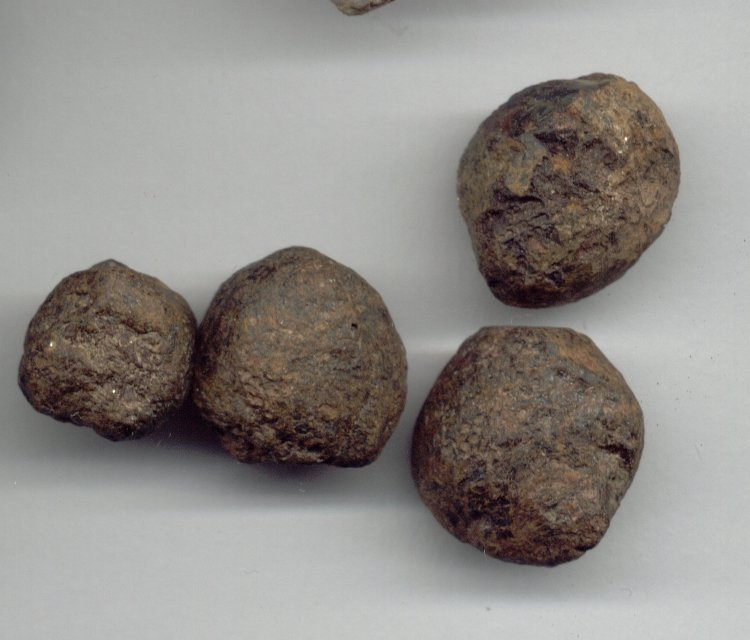
Pseudomorfi di limonite

## Formazione
La limonite di solito si forma dall'idratazione dell'ematite e della magnetite, dall'ossidazione e dall'idratazione di minerali di solfuro ricchi di ferro e dall'erosione chimica di altri minerali ricchi di ferro come l'olivina, i pirosseni, gli anfiboli e la biotite. È spesso il principale componente di ferro nei terreni lateritici ed è spesso depositato nei flussi di deflusso dalle operazioni minerarie. 

## Storia
Mentre il primo minerale di ferro era probabilmente il ferro meteorico e poiché l'ematite era molto più facile da fondere, in Africa, dove si verificarono le prime prove della metallurgia del ferro, la limonite è il minerale di ferro più diffuso. Prima della fusione, poiché il minerale veniva riscaldato e l'acqua allontanata, sempre più limonite veniva convertita in ematite. Il minerale veniva quindi "pestato" mentre veniva riscaldato sopra i 1250 °C, alla cui temperatura il ferro metallico inizia ad aderire e le impurità non metalliche vengono espulse come scintille. Tuttavia, l'ematite e la magnetite rimasero i minerali preferiti quando la fusione ancora veniva operata in apposite fornaci (bloomery), e fu solo con lo sviluppo degli altiforni nel I secolo a.C. in Cina e intorno al 1150 d.C. in Europa che il minerale di ferro bruno di limonite sarà utilizzato al meglio.
Per quanto riguarda l'uso della limonite per i pigmenti, è stato uno dei primi materiali utilizzati dall'uomo e può essere visto nelle pitture rupestri e nei pittogrammi neolitici.

## Usi
Uno dei primi usi è stato come pigmento. La forma gialla produceva l'ocra gialla per la quale Cipro era famosa, mentre le forme più scure producevano toni più terrosi. La tostatura della limonite la cambiò parzialmente in ematite, producendo ocre rosse, terra d'ombra bruciata e terra di Siena. Il minerale di ferro di palude e le pietre fangose di limonite sono estratti come fonte di ferro, sebbene l'estrazione commerciale di essi sia cessata negli Stati Uniti.
I cappucci di ferro o cappellacci di ossido di ferro siliceo si formano tipicamente come risultato di un'intensa ossidazione dei depositi di minerali di solfuro. Questi gossan venivano usati dai cercatori come guide per il minerale sepolto. Inoltre l'ossidazione di quei depositi di solfuro che contenevano oro, spesso portava alla concentrazione dell'oro nell'ossido di ferro e nel quarzo dei cappellacci. I cappellacci di limonite aurifere sono stati estratti in modo produttivo nel distretto minerario della contea di Shasta, in California. Depositi simili sono stati estratti vicino a Rio Tinto in Spagna e al Monte Morgan in Australia. Nella cintura d'oro di Dahlonega nella contea di Lumpkin, in Georgia, l'oro veniva estratto da terreni lateritici o saprolitici ricchi di limonite. L'oro delle vene primarie era concentrato nelle limoniti delle rocce profondamente alterate. In un altro esempio, le formazioni di ferro del Brasile, fortemente alterate dalle intemperie, servivano a concentrare l'oro con la limonite dei terreni risultanti. 
È uno tra i minerali contenenti più ferro e, infatti, è uno dei minerali preferiti dalle industrie metallurgiche.
Varietà della limonite è la "limnite", detta anche "ferro della palude" poiché si trova in depositi paludosi, nella quale sono presenti anche acidi organici, acido fosforico e sabbie di quarzo.